# Comune di Jammerbugt
Il comune di Jammerbugt è un comune della Danimarca nella regione dello Jutland Settentrionale.
Il comune è stato costituito in seguito alla riforma amministrativa del 1º gennaio 2007 accorpando i precedenti comuni di Brovst, Fjerritslev, Pandrup e Aabybro.
Il nome del comune deriva da quello della baia omonima.

## Centri abitati
I centri abitati principali del comune sono:
- Aabybro (6 688)
- Fjerritslev (3 360)
- Brovst (2 692)
- Pandrup (2 878)